# Ákos Hadházy
Dans le nom hongrois Hadházy Ákos, le nom de famille précède le prénom, mais cet article utilise l’ordre habituel en français Ákos Hadházy, où le prénom précède le nom.
Ákos Hadházy, né le 4 mars 1974 à Debrecen, est une personnalité politique hongroise, ancien co-président du parti La politique peut être différente (LMP) et député à l'Assemblée hongroise. Il est l'un des principaux opposants au premier ministre Viktor Orbán.

## Biographie
Il est père de quatre enfants. Il est vétérinaire de formation et possède une clinique.

### Parcours politique
Il commence sa carrière politique au Fidesz en étant élu au conseil municipal de Szekszárd en 2006. Avec ce mandat, il découvre comment les marchés publics sont illégalement attribués à des alliés ou à des membres du parti. Il se voit contraint de démissionner en avril 2013 après avoir dénoncé un cas d'appel d'offre faussé impliquant le maire de Szekszárd et une affaire de vente de permis de conduire.
Il rejoint alors le parti La politique peut être différente (LMP) et monte une équipe pour chercher les cas de corruption dans les documents publics d'appels d'offres pour des projets financés par l'Etat. 
Devenu député, Ákos Hadházy quitte LMP en 2018. Il continue à publier les résultats de ses enquêtes sur les réseaux sociaux.
En 2025, le Parlement hongrois lui inflige 20 millions de forints d'amendes pour avoir organiser des manifestations sur son temps de travail. Ces rassemblements, organisés chaque semaine sur le pont Elisabeth, dénoncent des mesures liberticides prises par le gouvernement, notamment l'interdiction de la marche des fiertés du 28 juin 2025 à Budapest. Il souhaite fédérer l'opposition avant les élections législatives de 2026 mais le favori du scrutin, Péter Magyar, et le TISZA, principal parti d'opposition, ne soutiennent pas ses actions.